# Cláusula suelo
Cláusula suelo o suelo hipotecario, en relación con el préstamo hipotecario y la compra de vivienda mediante hipoteca a interés variable, es la denominación de una cláusula contractual que establece un límite mínimo al interés que se aplicará en la cuota aunque el tipo de interés baje. Es una cláusula que beneficia a la entidad bancaria y perjudica al particular que ha solicitado el préstamo ya que cuando los tipos bajan o el interés es negativo la cláusula impide que se traslade a la cuota mensual. Dependiendo de la normativa del país, las condiciones del contrato y su transparencia y claridad, puede considerarse una cláusula abusiva, ilegal o nula.
En España las cláusulas suelo son ilegales. Se declaró su nulidad y carácter abusivo por sentencia del Tribunal Supremo de 9 de mayo de 2013 si bien limitaba la devolución de las cantidades ilegalmente cobradas por los bancos desde la fecha de la sentencia.
Sin embargo, el Tribunal de Justicia de la Unión Europea dictaminó, en sentencia inapelable de 21 de diciembre de 2016, en contra de la limitación de la retroactividad de la nulidad de la cláusulas suelos por lo que los bancos y cajas de ahorro están obligados a devolver todo el dinero cobrado ilegalmente por las cláusulas suelo desde la firma de la hipoteca inmobiliaria para la adquisición de vivienda.

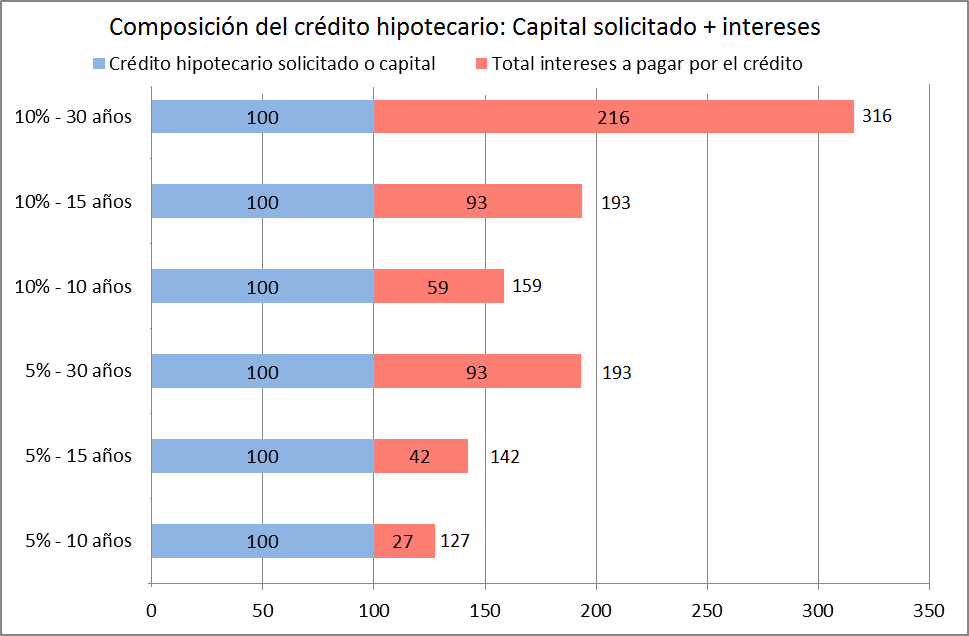
Composición del crédito hipotecario en varios supuestos -sistema francés-: el capital solicitado o crédito -100- más los intereses constituyen el total de la hipoteca. En el precio de la vivienda, cuando se firma una hipoteca, debe considerarse el coste total del crédito: capital o principal + intereses. En el caso del Interés compuesto variable debe vigilarse la posible existencia de clásulas suelo que pueden ser consideradas nulas si son desconocidas por el comprador y firmante del préstamo

## Cláusulas suelo, cero, de gastos de formalización de la hipoteca y de vencimiento anticipado
Distintas cláusulas contractuales se consideran cláusulas abusivas y por tanto nulas si no han sido negociadas, fehacientemente conocidas, incumplen la legislación de cada país o han sido declaradas abusivas o nulas por los tribunales competentes.

### Cláusulas suelo
En muchas ocasiones el contrato hipotecario que firma el comprador de la vivienda y el banco tiene cláusulas suelo, en la mayoría de casos ilegales, que limitan la bajada de la cuota para el comprador cuando ésta se produce. En ocasiones los bancos ofrecen tipos fijos a cambio de renunciar a la devolución del sobrecoste de las cláusulas suelo.
La cláusula suelo actúa como un límite que impide que una hipoteca a interés variable referenciada al euríbor o al IRPH, se abarate en la correspondiente revisión del tipo de interés a aplicar. Por ejemplo, si una préstamo hipotecario referenciado al euríbor contiene como cláusula suelo el 3%, impide que en la revisión del préstamo hipotecario, si el valor del euríbor a utilizar es más bajo de ese 3%, se aplique para el nuevo cálculo del tipo de interés, el valor del euríbor, sino el 3% marcado por la cláusula suelo

### Cláusulas techo
Extraordinariamente también se aplica una cláusula techo en la hipoteca que limita a un máximo el intereses a pagar si bien suele establecerse por encima de los valores habituales del mercado por lo que no llega a ser efectiva.

### Cláusulas cero
Las cláusulas cero han aparecido en la concesión de créditos hipotecarios para vivienda por parte de los bancos ante la caída de los tipos de interés por debajo de 0% (interés negativo), y por tanto la obligación de los bancos a pagar a los clientes por la hipoteca. La banca incluiría en los contratos hipotecarios la cláusula cero, es decir, la renuncia del cliente a cobrar por el préstamo ante el interés negativo. En Europa el interés del euríbor ha sido negativo desde 2015. Los bancos también están ofreciendo intereses fijos bajos, en vez de variables, ante la caída de los tipos de interés.

### Cláusulas sobre los gastos de formalización de la hipoteca
Lás cláusulas sobre los gastos de formalización de la hipoteca -normalmente sobre hipoteca inmobiliaria al efectuar la compra de una vivienda- suelen cargar a la parte deudora o prestataria -el particular- los gastos, aranceles e impuestos y tributos derivados de la formalización de la hipoteca -notario, registro de la propiedad, tasación de la vivienda, gestoría, tasas e Impuesto de Actos Jurídicos Documentados, etc- cuando, deben ser a cuenta del prestamista -banco o entidad financiera- ya que es dicha parte la interesada en que exista la garantía notarial, el registro y el pago de impuestos que le dan derecho y título de propiedad de la hipoteca inmobiliaria sobre la vivienda que aseguraría el pago del crédito concedido para la compra de la vivienda o inmueble. Así, en España, La Sala Primera de lo Civil del Tribunal Supremo, en su sentencia 705/2015, declaró nula una cláusula sobre la asignación de los gastos de formalización de la hipoteca ya que consideró nulas las cláusulas que imponen al consumidor todos los costes derivados de la concertación del contrato como consecuencia de la intervención notarial y registral y el pago de los tributos en los que el sujeto pasivo es el banco, como sucede en determinados hechos imponibles del Impuesto de Actos Jurídicos Documentados. El tribunal considera que si bien el beneficiado por el préstamo es el cliente particular y dicho negocio puede conceptuarse como el principal frente a la constitución de la hipoteca, no puede perderse de vista que la garantía se adopta en beneficio del prestamista; sería por tanto una estipulación que ocasiona al cliente consumidor un desequilibrio relevante, que no hubiera aceptado razonablemente en el marco de una negociación individualizada; y que, además, aparece expresamente recogida en el catálogo de cláusulas que la ley tipifica como abusivas. Los clientes o particulares pueden reclamar la devolución de dichos gastos tanto si está la hipoteca en vigor como si ha finalizado. Los bancos pueden considerar las reclamaciones total, parcialmente o rechazarlas por considerar que las cláusulas sobre gastos de formalización de la hipoteca no son abusivas. El prestatario o hipotecado puede aceptar la respuesta del banco o, si está en desacuerdo, iniciar la vía judicial de manera individual o colectiva.
Gastos de la formalización del préstamo con garantía hipotecaria que deben ser soportados en su totalidad o en parte por el banco o entidad financiera
- Gastos notariales (escritura de la hipoteca inmobiliaria).
- Gastos de registro de la propiedad (de la hipoteca).
- Gastos de tasación (requerida por el banco para valorar el riesgo del préstamo).
- Gastos de gestoría (cuando es exigida o impuesta por el banco).
- Impuestos derivados de la formalización de la hipoteca (impuesto de actos jurídicos documentados o cualquier otro).

### Cláusulas de vencimiento anticipado
Las cláusulas de vencimiento anticipado, antes de la reforma de 2013, permitían que el banco en el caso de que un hipotecado no pague una sola cuota mensual pueda reclamar al cliente el término o finalización de la hipoteca y por tanto la devolución de todo el dinero prestado antes del plazo pactado, dando pie a una posible ejecución de un desahucio. El 14 de mayo de 2013 se aprobó la Ley 1/2013, una reforma que aumentaba el plazo mínimo de impago, para aplicar la cláusula de vencimiento anticipado, de uno a tres meses. En enero de 2017 el Tribunal de Justicia de la Unión Europea dictó sentencia de nulidad contra las cláusulas de vencimiento anticipado habituales en las hipotecas españolas incluso si estas no habían sido aplicadas. Actualmente, ha sido aprobada una nueva reforma de la ley hipotecaria que, entre otros cambios que benefician al prestatario, modifica los requisitos de aplicación de dichas cláusulas: no hay un plazo fijado por ley, sino que se requiere el impago de un porcentaje de la totalidad del préstamo (dependiendo del capital prestado, el interés, la duración y el momento del impago).

## Las cláusulas suelo en España
En España, durante la burbuja inmobiliaria que comenzó en 1997 y estalló en 2007, la mayoría de hipotecas que se suscribieron tenían un tipo de interés variable (fijado por el euríbor normalmente más un diferencial que pone el banco) en la que en muchas ocasiones el banco fijó en el contrato de hipoteca un porcentaje mínimo de interés a pagar por el comprador de la vivienda aunque el interés surgido de la suma del euríbor y el diferencial fuese inferior. Es decir a pesar de firmar una hipoteca con interés variables -que puede subir o bajar- el banco impone una cláusula que limita la bajada real aunque ésta se produzca. La aplicación de esta cláusula es contraria a la ley -pervierte el espíritu del interés variable además de no ser conocidas sus por los firmantes- y por tanto abusiva, según el Banco de España y la Ley hipotecaria española. También el notario debe advertir de su existencia.
La cantidad defraudada ascendería a 4.000 millones de euros según datos del Banco de España y afectaría a unos 3,3 millones de españoles. Muchos afectados desconocen la existencia de cláusulas suelo en los contratos de hipoteca por lo que se considera que el fraude podría ser mayor al estimado.

### Terminología sinónima en las cláusulas suelo
En las escrituras del préstamo hipotecario (no confundir con las escritura de la compra de vivienda) las cláusulas suelo se identifican bajo otros nombres o epígrafes donde se hace constar que el interés nunca podrá ser inferior a un porcentaje determinado, con los siguientes títulos:
- límites a la aplicación del interés variable
- límite de la variabilidad
- tipo de interés variable.

### Sentencias de nulidad y retroactividad de las cláusulas suelo

#### Sentencia de 9 de mayo de 2013 del Tribunal Supremo español declarando nulas las cláusulas suelo
El 9 de mayo del 2013 el Tribunal Supremo declaró nulas las cláusulas suelo de las hipotecas por considerarlas abusivas, entre otras razones por su falta de transparencia. Se entiende que ha existido transparencia si la información es clara, explícita por parte del banco y el notario y por tanto el cliente tenía la capacidad para comprender su contenido. La sentencia obligaba a retirar las condiciones del préstamo hipotecario y de las escrituras de dicho préstamo al menos en unos 400.000 contratos de BBVA, en unos 90.000 en el caso de Novagalicia Banco y más de 100.000 en la entidad Cajamar. A raíz de la declaración de nulidad de las cláusulas suelo del Tribunal Supremo de 2013, varias sentencias decretaron la retroactividad en la anulación de dichas cláusulas resolviendo los procesos favorablemente para el consumidor que tendría derecho a la devolución de las cantidades indebidamente cobradas por las entidades financieras.
A finales de febrero de 2015, el Tribunal Supremo mandó una nota informativa a los medios informando sobre su última sentencia sobre cláusula suelo, que finalmente se hizo pública a mediados de abril con fecha del 25 de marzo de 2015. De acuerdo con ella, las entidades financieras debían devolver a sus clientes lo cobrado indebidamente por las cláusulas suelo sólo desde mayo de 2013. Según la sentencia los bancos no tenían que devolver las cuotas anteriores al fallo del tribunal supremo de 9 de mayo de 2013. A pesar de contradecir un artículo del Código Civil (el 1.303) el Supremo eligió poner un límite a la retroactividad.

#### Sentencia del Tribunal de Justicia de la Unión Europea de 21 de diciembre de 2016: retroactividad total
El Tribunal de Justicia de la Unión Europea dictaminó, resolviendo una serie de cuestiones prejudiciales, en sentencia inapelable de 21 de diciembre de 2016 en contra de la limitación de la retroactividad de la nulidad de la cláusulas suelos, en contra de lo dictaminado en su día por el Tribunal Supremo español, por lo que los bancos y cajas de ahorro están obligados a devolver todo el dinero cobrado ilegalmente por las cláusulas suelo desde la fecha de la firma de la hipoteca inmobiliaria para la adquisición de vivienda. No obstante los bancos y cajas de España no facilitarán las devoluciones automáticas a sus clientes y tratarán cada reclamación caso a caso ya que la devolución de entre 3 000 y 7 000 millones de euros mermará los beneficios y afectará a la solvencia de las entidades afectadas.

#### Sentencia del Tribunal Supremo de 15 de febrero de 2017 contra el BBVA
El 15 de febrero el Tribunal Supremo dictó sentencia al recurso interpuesto por BBVA por la devolución de una cláusula suelo y la necesidad de pagar lo anterior al año 2013. El BBVA alegaba que dicho caso era cosa juzgada -a la vista de la anterior sentencia del Supremo de mayo de 2013– pero chocaría contra el fallo emitido por el TJUE en diciembre de 2016 en las que declaraba nulas dichas cláusulas por lo que el Tribunal Supremo confirma la sentencia del TJUE y rechaza las razones de cosa juzgada esgrimidas por BBVA. Así, las entidades deben de pagar todo lo cobrado de más por estas cláusulas desde el inicio de la firma de la hipoteca y no solo desde 2013.

### Demandas y sentencias contra más de 100 entidades bancarias
En España casi todas las entidades bancarias establecieron cláusulas suelo en sus hipotecas. La organización española ADICAE (Asociación de Usuarios de Bancos, Cajas y Seguros) indica que se han presentado demandas contra más de 100 entidades bancarias españolas. ADICAE presentó su primera demanda contra 45 entidades financieras y una segunda contra 56 entidades más.  Varias organizaciones de consumidores y asociaciones como ADICAE, FACUA(FACUA-Consumidores en Acción), OCU. También numerosos despachos de abogados defienden a los afectados a título personal o colectivo. Algunas demandas fueron presentadas en los primeros años del siglo XXI y su número se ha ido incrementando. El 6 de marzo de 2014 se desbloqueó la denominada macrodemanda de ADICAE por las cláusulas suelo contra 101 entidades financieras. El 7 de abril de 2016 el juzgado de lo Mercantil n.º 11 de Madrid anuló, por falta de transparencia, las cláusulas suelo abusivas de los contratos hipotecarios de la mayoría de los 15.000 afectados de la macrodemanda interpuesta contra 101 entidades financieras.
El 28 de diciembre de 2016, después de la Sentencia del Tribunal de Justicia de la Unión Europea de 21 de diciembre de 2016, una sentencia del Juzgado de lo Mercantil N.º 1 de Valladolid obligó al Banco Popular a devolver toda la cantidad íntegra del dinero cobrada de más a causa de la cláusula suelo y además condena en costas a la entidad bancaria. Tras el fallo del tribunal europeo sobre las cláusulas suelos los juzgados españoles dictan decenas de sentencias contra la banca española.

### Real Decreto sobre cláusulas suelo
El Gobierno de España aprobó en Consejo de Ministros el Real Decreto-ley 1/2017, de 20 de enero, de medidas urgentes de protección de consumidores en materia de cláusulas suelo, pactado con PSOE Y Ciudadanos -un sistema extrajudicial-, con la objeto de establecer un cauce que les facilite la posibilidad de llegar a acuerdos con las entidades de crédito con la que tienen suscrito un contrato de préstamo o crédito con garantía hipotecaria que solucionen las controversias que se pudieran suscitar como consecuencia de los últimos pronunciamientos judiciales en materia de cláusulas suelo y, en particular, la sentencia del Tribunal de Justicia de la Unión Europea de 21 de diciembre de 2016, en los asuntos acumulados C-154/15 y C-307 y 308/15.
Según el decreto los bancos tendrán tres meses para llegar a un acuerdo con los afectados y resolver así las reclamaciones. El afectado deberá dirigir la reclamación al banco que deberá remitirle un cálculo de la cantidad a devolver con los intereses -o las razones por las que considera que no hay devolución-. Si el afectado está de acuerdo el banco realizará la devolución del efectivo en un plazo máximo de tres meses -u otro acuerdo con el hipotecado relativo a las condiciones de la hipoteca- pero si el afectado por las cláusulas abusivas no está de acuerdo puede ir a la vía judicial de manera individual o colectiva, a través de las asociaciones de consumidores o los despachos de abogados.
Las asociaciones de consumidores criticaron el decreto ya que lo consideraron un regalo a la banca ya que creó un sistema extrajudicial de devolución envenenado ya que exoneraba a los bancos del pago de las costas si no hay litigiosidad por su parte, se permitía a los bancos pactar medidas compensatorias alternativas al pago en efectivo, no aclaraba qué ocurrirá con los casos que ya habían sido juzgados con efecto 2013, hizo al banco juez y parte, no se garantizaba la comunicación directa por el banco a los afectados, no se permitía la reclamación colectiva al banco ni tampoco la respuesta obligatoria, no reconocía la nulidad de todas las cláusulas ya que se seguía reconociendo que podía haber cláusulas suelo legales cuando la sentencia europea es clara y rotunda, todas son ilegales; resultando engañoso e insuficiente. Además tampoco obliga al banco a calcular la cláusula si no quiere devolver el dinero cobrado de más y vuelve a obligar al afectado a acudir de nuevo a los juzgados por lo que se vuelve a desproteger a los consumidores. Las asociaciones de consumidores recomiendan al deudor o hipotecado asesorarse bien antes de solicitar el mecanismo extrajudicial ya que se otorga al banco el poder para decidir si devuelven o no estos intereses.
Como consecuencia de la aprobación del Real Decreto las entidades bancarias Bankia y BMN pusieron en marcha un proceso exprés para devolver todas las cláusulas suelo que afectaría, en el caso de Bankia a unos 60.000 clientes -el importe junto con los intereses-.
El Decreto no obliga a los bancos a comunicar a los firmantes de hipoteca la existencia de cláusulas suelo por lo que muchos afectados no conocen la existencia de dichas cláusulas, objetivo importante para los bancos ya que así la ocultación evita más devoluciones. Es una situación considerada injusta pero legal.